# Поклик предків (фільм, 1935)
Поклик предків (англ. The Call of the Wild) — американський пригодницький вестерн, мелодрама режисера Вільяма А. Велмена 1935 року.

## Сюжет
Джек Торнтон програв усі свої гроші за картковим столом. Того ж вечора він зустрічається з Коротуном, який вийшов з в'язниці за те, що він був занадто цікавим, працюючи на пошті, де він розкривав приватну кореспонденцію. Коротун поділився з Джеком інформацією, що він знає місце розташування найбільшого родовища. Вони вирішують попрямувати в це далеке місце, а для цього треба купити собачу упряжку. Так відбувається знайомство Джека з могутньою і злою напівсобаком-напіввовком по кличці Бак.
Він викуповує Бака за дуже великі гроші $ 250, щоб врятувати його від смерті від рук безпринципного англійця, який теж іде на Юкатан. По дорозі до копальні Джек і Коротун рятують від вовків жінку Клер Блейк, чий чоловік пішов за підмогою і який виявився саме тією людиною, кому було адресовано лист. Джек любить собак і йому вдалося подружитися з Баком і саме собака виграла для них парі в $ 1000, протягнувши в упряжці непомірний для однієї собаки вантаж у пів тонни, протягнувши його сто ярдів. Купивши спорядження, трійця відправляється в дорогу.

## У ролях
- Кларк Гейбл — Джек Торнтон
- Лоретта Янґ — Клер Блейк
- Джек Оукі — «Коротун» Хуліган
- Реджинальд Оуен — містер Сміт
- Френк Конрой — Джон Блейк
- Кетрін Де Мілль — Мері
- Сідні Толер — Джо Гроггінс
- Джеймс Берк — Олі
- Чарльз Стівенс — француз
- Лало Енчінас — Калі
- Томас Е. Джексон — «Текс» Рікард
- Расс Пауелл — бармен
- Герман Бінґ — Сем
- Джордж Маккуоррі — поліцейський